# Selección de béisbol de Colombia
La selección de béisbol de Colombia es el conjunto que representa al país en las principales competencias de este deporte a nivel mundial, continental y regional.
Históricamente el equipo tuvo un carácter puramente amateur, participando y ganando importantes títulos, pero desde 2006 compite a nivel profesional en torneos como la extinta Copa Mundial de Béisbol y el Clásico Mundial de Béisbol, quedando el equipo amateur restringido a torneos regionales y continentales. Por lo anterior, el equipo es conformado por jugadores de la Liga Colombiana de Béisbol Profesional, las Grandes Ligas de Béisbol de Estados Unidos y de otras ligas profesionales del continente. 
La mejor época del béisbol colombiano fue entre los años 40 y 70, período en el cual el combinado nacional obtuvo sus más importantes logros. En los años 80 y 90 tuvo un proceso de transición y consolidación de la liga nacional, logrando repuntar su nivel en competencias de carácter amateur y demostrar un destacado rendimiento en el plano profesional, obteniendo en su primera participación en la edición 2017 del Clásico Mundial de Béisbol su clasificación anticipada a la próxima edición, gracias a un importante triunfo sobre una de las principales selecciones del mundo en la disciplina, Canadá.

## Historia

### Primera época de éxitos
Durante la década de los 1940 el béisbol era de los deportes más populares de Colombia junto con el ciclismo y el boxeo. El equipo amateur colombiano era una auténtica potencia del deporte en el mundo.
La primera aparición internacional de Colombia fue en la Serie Mundial Amateur de 1944 en Caracas donde se alcanzó el 6.º puesto. En 1945 se disputó, nuevamente en Caracas, la octava edición del Mundial y los anfitriones se impusieron, logrando Colombia su primera medalla de plata.
En 1946 la FIBA contaba con doce países afiliados, todos del área del Caribe, además de Colombia, Venezuela y Panamá. Ese mismo año se disputaron en Barranquilla, los V Juegos Centroamericanos y del Caribe  y en esta ocasión la localía prevaleció y Colombia ganó su primer oro en un emocionante round robin con Cuba y República Dominicana que se retiró en la definición, lo que significó el primer título oficial para Colombia certamen que, por la calidad de sus participantes se consideró un auténtico mundial.
El primer título mundial
En 1947, la Serie Mundial se trasladó a Cartagena, inaugurándose el estadio Once de Noviembre donde se impusieron los anfitriones, dirigidos por Pelayo Chacón y capitaneados por Carlos "Petaca" Rodríguez, revalidando el Oro obtenido en los Juegos Centroamericanos y del Caribe del año anterior. 
En el debut Colombia se impuso a México que era novena favorita al título 3-2 en su segunda salida dio cuenta de Costa Rica por 9-2 el lanzador colombiano Enrique Hernández fue el héroe de la jornada  luego se dio el primer revés de la serie ante la poderosa Venezuela liderada por el pitcher Berbecia en un partido donde reino el nerviosismo y complejo de no haber podido derrotar nunca en las Series Mundiales al equipo patriota. Pese al resultado negativo Colombia se repuso logrando una importante victoria ante Panamá por 3-1 en un juego muy parejo y nivelado por la actuación de los Pitcher Peñaranda y Osorio, el héroe de la jornada fue el "Fantasma Cavadia" quien conecto un batazo de 3 carreras para dar el triunfo al local; En su quinta salida Colombia se imponía por cinco carreras a Nicaragua en un partido que fue reprogramado por la lluvia  llegaría la segunda derrota ante la poderosa Puerto Rico por 0-3 y nuevas victorias  ante El Salvador 13-0 y Guatemala por 8-0 en la repetición ante Nicaragua en el partido más difícil de la serie se logró ganar gracias a la actuación del Pitcher "Policial" Peñaranda para Colombia, con este resultado se presentó triple empate en el primer lugar lo que obligó a definir la serie entre los anfitriones, Puerto Rico y Nicaragua.
Se realizó entonces un sorteo para determinar quién pasaba directo a la final y quienes jugarían la semifinal, saliendo favorecido Colombia en el sorteo; Puerto Rico superó 6-2 Nicaragua obteniendo el paso al juego final. La definición ante Los Boricuas convocó a 30 000 espectadores que vieron a Colombia imponerse por 5-0 y lograr el primer título mundial; El lanzador colombiano Calos "petaca" Rodríguez se consolidó como el mejor de la final. 
Luego del título (apenas en semanas) Colombia obtuvo su primera medalla de oro en los Juegos Bolivarianos imponiéndose a Perú (4-3) y por fin a  Venezuela (8-6). en la Serie Mundial celebrada en Nicaragua, la selección brillaría de nuevo logrando colgarse la medalla de bronce; Después de este logró, el Béisbol Colombiano pasó más de 10 años sin reverdecer el laurel en las principales competencias.

### Segunda época de éxitos
En 1965 Colombia volvió a recibir la organización de la Serie Mundial celebrada en febrero, en la que fueron sedes Barranquilla y Cartagena. Con ausencia de Cuba y Venezuela, la serie estuvo dominada por los anfitriones y México que terminaron empatados. En los tres juegos de desempate los mexicanos lograron vencer en el primero (4-2) gracias a su lanzador "estrella" José García, relevado por su hermano Luis. Pero en el segundo encuentro, los colombianos volvieron a igualar y así se llegó al decisivo tercer juego ganado 4-0 por los locales, dirigidos por el mánager cubano Antonio Pacheco y gracias a la actuación del lanzador Rafael Castro, de esta manera inicio otra buena época para el Béisbol Colombiano que en el mismo año logró la plata Bolivariana.
En 1970 organizó una nueva Serie Mundial, logrando el cuarto lugar y siendo superada por Cuba, Estados Unidos y Puerto Rico. En 1971, logra el subcampeonato en la serie de La Habana, perdiendo con los locales, y la medalla de bronce en los Panamericanos de Cali 71. En 1973, gana por segunda vez el título Bolivariano en una fuerte serie con Panamá y Venezuela. En 1974 se logró la medalla de bronce en la Serie Mundial de Nueva York, siendo el último logro destacado del béisbol colombiano.

### Declive
En las décadas de los 80, 90 y el inicio nuevo milenio, el deporte ha recobrado gran popularidad y prestigio en el país gracias a los éxitos obtenidos en Grandes Ligas de dos de los peloteros más importantes en la historia de Colombia: Edgar Rentería y Orlando Cabrera, aunque está muy ausente de recuperar los logros que se obtuvieron en el pasado. Actualmente, decenas de jugadores colombianos se desempeñan en las Grandes Ligas de Béisbol, Ligas Menores de Béisbol de Estados Unidos y en ligas reconocidas de otros continentes. Pese a estar lejos del nivel de otros tiempos se han logrado resultados interesantes en competencias regionales y un cuarto puesto en el Mundial Juvenil, además de un mayor y mejor cubrimiento mediático de la Liga Colombiana de Béisbol Profesional en todo el país, pese a que su principal y casi exclusiva afición ha estado y está históricamente ubicada en la Costa Caribe de Colombia. 
Durante los Años 90 el único logro destacado fue obtener el Torneo Sudamericano Clasificatorio al Mundial de 1994 estando ausente de todos los torneos importantes a nivel continental y orbital, En 2001 obtendría después de 10 años nuevamente una medalla Bolivariana, en 2004 lograría la plata en el Campeonato Panamericano de Béisbol Sénior y marcaria su regreso a la Copa Mundial de Béisbol de 2005 donde resultaría eliminada muy rápido y con una modesta actuación con apenas 2 victorias. 

### Resurgimiento
En 2015, la Selección logró por primera vez el título de Campeón Sudamericano. Durante el certamen Colombia superó 15-0 a Bolivia, 9-3 a Argentina, 8-3 a Brasil y 14-0 a Perú, en primera fase. En la semifinal venció a Perú 16-1 y en la final se impuso de nuevo a Brasil por 6-4. con este título Colombia regresó a los Juegos Panamericanos después de 36 años.
El 20 de marzo de 2016, la Selección Colombia logra avanzar por primera vez al Clásico Mundial de Béisbol luego de ganar la serie de clasificación en el estadio Rod Carew de Ciudad de Panamá, dejando en el camino a España (9-2) y la selección local en dos juegos (6-3) y (2-1). En su primera incursión en el máximo certamen orbital, la representación colombiana logra un récord de 1-2, realizando dignas presentaciones ante Estados Unidos, perdiendo por una carrera ante quien sería el campeón ese año, y ante República Dominicana, además de una victoria ante Canadá, logrando el tercer lugar del grupo y la clasificación directa al próximo Clásico Mundial.
Siendo anfitriones en los Juegos Bolivarianos de Santa Marta 2017 volvieron a ganar el oro que no se obtenía desde de 1973 al superar a los campeones defensores. Karl Triana obtuvo la victoria y Jhon Romero su tercer juego salvado ante Panamá en la final. Jorge Alfaro fue conducido por Diover Ávila (quien tuvo 3 hits) en la segunda entrada, pero Panamá rápidamente se adelantó con tres carreras. En el cuarto episodio,  Colombia retomó el liderato para siempre, cuando  Diover Ávila conectó un doble, Álvaro Noriega le dio un sencillo, Efraín Contreras caminó, Charlie Mirabal lo empató con un sencillo y Sneider Batista conectó un sencillo para lograr irse arriba en el marcador. El lanzador, Kevin Escorcia se hizo cargo en el octavo episodio pero permitió una carrera; luego de que Belarmino Campos caminó y Gerald Chin conectó un sencillo en la novena entrada, Batista fue cambiado por Jhon Romero para que lo salvara el juego. 
En 2018 obtuvo el bronce en los Juegos Centroamericanos y del Caribe casi 80 años después de su última medalla en el torneo siendo superado solo por Puerto Rico y Cuba en el podio, por encima de selecciones como República Dominicana, Panamá, Nicaragua y Venezuela, potencias continentales y mundiales de la disciplina, un año más tarde alcanzaría el juego por el bronce en los  Panamericanos de Lima después de casi 50 años si lograr avanzar de la primera ronda en la justa más importante del continente.

## Clásico Mundial de Béisbol
En junio de 2005, la Major League Baseball anunció la formación del Clásico Mundial de Béisbol, un torneo internacional de 16 naciones que se celebraría en marzo de 2006 por primera vez. Un mes después de este anuncio, el Comité Olímpico Internacional votó para eliminar el béisbol de los Juegos Olímpicos de Londres 2012, dejando el Clásico Mundial de Béisbol como el único torneo internacional de béisbol que permitiría incluir jugadores de Grandes Ligas de Béisbol. Sin embargo, para Tokio 2020 el COI votó por el regreso del béisbol a la actividad olímpica.
| Historial Clásico Mundial de Béisbol | Historial Clásico Mundial de Béisbol | Historial Clásico Mundial de Béisbol | Historial Clásico Mundial de Béisbol | Historial Clásico Mundial de Béisbol | Historial Clásico Mundial de Béisbol | Historial Clásico Mundial de Béisbol | Historial Clásico Mundial de Béisbol |                           | Registros de Clasificación | Registros de Clasificación | Registros de Clasificación | Registros de Clasificación | Registros de Clasificación |
| Año                                  | Sedes                                | Ronda                                | Posición                             | G                                    | P                                    | CA                                   | CP                                   | Sedes                     | G                          | P                          | CA                         | CP                         |                            |
| ------------------------------------ | ------------------------------------ | ------------------------------------ | ------------------------------------ | ------------------------------------ | ------------------------------------ | ------------------------------------ | ------------------------------------ | ------------------------- | -------------------------- | -------------------------- | -------------------------- | -------------------------- | -------------------------- |
| 2006                                 | San Diego                            | No participó                         | No participó                         | No participó                         | No participó                         | No participó                         | No participó                         | No participó              | No participó               | No participó               | No participó               | No participó               |                            |
| 2009                                 | Los Ángeles                          | No participó                         | No participó                         | No participó                         | No participó                         | No participó                         | No participó                         | No participó              | No participó               | No participó               | No participó               | No participó               |                            |
| 2013                                 | San Francisco                        | No clasificó                         | No clasificó                         | No clasificó                         | No clasificó                         | No clasificó                         | No clasificó                         | Panamá                    | 1                          | 2                          | 16                         | 17                         |                            |
| 2017                                 | Los Ángeles                          | Primera ronda                        | 12°                                  | 1                                    | 2                                    | 9                                    | 14                                   | Panamá                    | 3                          | 0                          | 17                         | 6                          |                            |
| 2023                                 | Miami                                | Primera ronda                        | 16°                                  | 1                                    | 3                                    | 12                                   | 19                                   | Clasificó automáticamente | Clasificó automáticamente  | Clasificó automáticamente  | Clasificó automáticamente  | Clasificó automáticamente  |                            |
| 2026                                 | Bandera de Estados Unidos            |                                      |                                      |                                      |                                      |                                      |                                      | Tucson                    | 3                          | 0                          | 23                         | 1                          |                            |
| Total                                | 3/6                                  |                                      |                                      | 2                                    | 2                                    | 21                                   | 33                                   |                           | 7                          | 2                          | 56                         | 24                         |                            |

### Edición 2013
No logró avanzar siendo eliminado en la serie de clasificación por Panamá.
| COLOMBIA    | JJ | VB  | CA | Hits | 1B | 2B | 3B | HR | CE | SO | BR | SLG  | AVG  |
| ----------- | -- | --- | -- | ---- | -- | -- | -- | -- | -- | -- | -- | ---- | ---- |
| Total bateo | 3  | 104 | 16 | 28   | 25 | 3  | 1  | 2  | 15 | 23 | 0  | .404 | .269 |

| COLOMBIA      | V | D | ERA | G | JI | SV | IP   | Hits | C  | CL | HR | BB | SO |
| ------------- | - | - | --- | - | -- | -- | ---- | ---- | -- | -- | -- | -- | -- |
| Total pitcheo | 1 | 2 | -   | 3 | -  | 0  | 23,2 | 30   | 17 | 17 | 3  | 10 | 17 |

### Edición 2017
Luego de eliminar a Panamá en la serie de clasificación logró avanzar al Grupo 3. Estos fueron sus números durante la serie de clasificación:
| COLOMBIA    | JJ | VB  | CA | Hits | 1B | 2B | 3B | HR | CE | SO | BR | SLG  | AVG  |
| ----------- | -- | --- | -- | ---- | -- | -- | -- | -- | -- | -- | -- | ---- | ---- |
| Total bateo | 3  | 104 | 18 | 28   | 23 | 4  | 1  | 2  | 15 | 21 | 3  | .413 | .269 |

| COLOMBIA      | V | D | ERA | G | JI | SV | IP   | Hits | C | CL | HR | BB | SO |
| ------------- | - | - | --- | - | -- | -- | ---- | ---- | - | -- | -- | -- | -- |
| Total pitcheo | 3 | 0 | -   | 3 | -  | 1  | 25,6 | 15   | 6 | 5  | 1  | 9  | 18 |

En el Grupo C del Clásico Mundial hizo su debut cayendo ante Estados Unidos en un juego que empezó ganando 2-0 y que obligó a un décimo inning donde al final perdió 2-3. La primera y única victoria la obtuvo en su segundo encuentro enfrentando a Canadá superándolo 4-1. En el último juego ante los defensores del título, República Dominicana, el juego llegó a 10 innings con marcador de 3-3, cayendo en el undécimo 3-10 y quedando eliminado en la primera ronda pero asegurando el cupo al próximo Clásico a jugarse en 2021.
| Grupo C              | G | P | PCT   | Observación                       |
| -------------------- | - | - | ----- | --------------------------------- |
| República Dominicana | 3 | 0 | 1.000 | Clasificó a 2° ronda              |
| Estados Unidos       | 1 | 1 | .500  | Clasificó a 2° ronda              |
| Colombia             | 1 | 2 | .333  | Clasificó al Clásico Mundial 2021 |
| Canadá               | 0 | 2 | .000  | Eliminado                         |

Estos fueron sus números durante el torneo:
| COLOMBIA    | JJ | VB  | CA | Hits | 1B | 2B | 3B | HR | CE | SO | BR | SLG  | AVG  |
| ----------- | -- | --- | -- | ---- | -- | -- | -- | -- | -- | -- | -- | ---- | ---- |
| Total bateo | 3  | 109 | 9  | 22   | 15 | 6  | 1  | 1  | 8  | 28 | 1  | .312 | .202 |

| COLOMBIA      | V | D | ERA | G | JI | SV | IP   | Hits | C  | CL | HR | BB | SO |
| ------------- | - | - | --- | - | -- | -- | ---- | ---- | -- | -- | -- | -- | -- |
| Total pitcheo | 1 | 2 | -   | 3 | -  | 1  | 27,8 | 25   | 14 | 9  | 0  | 11 | 20 |

## Copa Mundial de Béisbol
Colombia participó por primera vez en la VII Serie Mundial de Béisbol Amateur en 1944 finalizando en el sexto lugar. Al año siguiente ganó la medalla de plata y posteriormente en su tercera participación ganó la Serie Mundial por primera vez, al año siguiente en 1948 en la defensa del título de campeón terminó 3.°.
En 1988, la Serie Mundial de Béisbol Amateur se convirtió en la Copa Mundial de Béisbol de la Federación Internacional de Béisbol (IBAF).
En sus 19 participaciones Colombia ganó seis medallas: dos de oro (1947, 1965), dos de plata (1945, 1971) y dos de bronce (1948, 1974).
| Historial Copa Mundial de Béisbol | Historial Copa Mundial de Béisbol | Historial Copa Mundial de Béisbol | Historial Copa Mundial de Béisbol | Historial Copa Mundial de Béisbol | Historial Copa Mundial de Béisbol | Historial Copa Mundial de Béisbol | Historial Copa Mundial de Béisbol |
| Año                               | Sedes                             | Ronda                             | Posición                          | G                                 | P                                 | CA                                | CP                                |
| --------------------------------- | --------------------------------- | --------------------------------- | --------------------------------- | --------------------------------- | --------------------------------- | --------------------------------- | --------------------------------- |
| 1938                              | Leeds                             | No participó                      | No participó                      | No participó                      | No participó                      | No participó                      | No participó                      |
| 1939                              | La Habana                         | No participó                      | No participó                      | No participó                      | No participó                      | No participó                      | No participó                      |
| 1940                              | La Habana                         | No participó                      | No participó                      | No participó                      | No participó                      | No participó                      | No participó                      |
| 1941                              | La Habana                         | No participó                      | No participó                      | No participó                      | No participó                      | No participó                      | No participó                      |
| 1942                              | La Habana                         | No participó                      | No participó                      | No participó                      | No participó                      | No participó                      | No participó                      |
| 1943                              | La Habana                         | No participó                      | No participó                      | No participó                      | No participó                      | No participó                      | No participó                      |
| 1944                              | Caracas                           | Primera ronda                     | 6°                                | 2                                 | 5                                 | -                                 | -                                 |
| 1945                              | Caracas                           | Fase única                        | 2º                                | 7                                 | 3                                 | -                                 | -                                 |
| 1947                              | Barranquilla                      | Fase única                        | 1º                                | 7                                 | 2                                 | -                                 | -                                 |
| 1948                              | Managua                           | Fase única                        | 3º                                | 5                                 | 2                                 | -                                 | -                                 |
| 1950                              | Managua                           | Fase única                        | 6º                                | 6                                 | 5                                 | -                                 | -                                 |
| 1951                              | Ciudad de México                  | Fase única                        | 8º                                | 4                                 | 6                                 | -                                 | -                                 |
| 1952                              | La Habana                         | Fase única                        | 8º                                | 2                                 | 3                                 | -                                 | -                                 |
| 1953                              | Caracas                           | Fase única                        | 7º                                | 3                                 | 7                                 | -                                 | -                                 |
| 1961                              | San José                          | No clasificó                      | No clasificó                      | No clasificó                      | No clasificó                      | No clasificó                      | No clasificó                      |
| 1965                              | Cartagena                         | Fase única                        | 1º                                | 9                                 | 2                                 | -                                 | -                                 |
| 1969                              | Santo Domingo                     | Fase única                        | 7º                                | 4                                 | 6                                 | -                                 | -                                 |
| 1970                              | Cartagena                         | Fase única                        | 4º                                | 8                                 | 3                                 | -                                 | -                                 |
| 1971                              | La Habana                         | Fase única                        | 2º                                | 7                                 | 2                                 | -                                 | -                                 |
| 1972                              | Managua                           | No clasificó                      | No clasificó                      | No clasificó                      | No clasificó                      | No clasificó                      | No clasificó                      |
| 1973                              | La Habana                         | Fase única                        | 4º                                | 7                                 | 3                                 | -                                 | -                                 |
| 1974                              | Nueva York                        | Fase única                        | 3º                                | 5                                 | 3                                 | -                                 | -                                 |
| 1976                              | Cartagena                         | Fase única                        | 8º                                | -                                 | -                                 | -                                 | -                                 |
| 1978                              | Roma                              | No clasificó                      | No clasificó                      | No clasificó                      | No clasificó                      | No clasificó                      | No clasificó                      |
| 1980                              | Tokio                             | Fase única                        | 9º                                | 4                                 | 7                                 | -                                 | -                                 |
| 1982                              | Seúl                              | No clasificó                      | No clasificó                      | No clasificó                      | No clasificó                      | No clasificó                      | No clasificó                      |
| 1984                              | La Habana                         | No clasificó                      | No clasificó                      | No clasificó                      | No clasificó                      | No clasificó                      | No clasificó                      |
| 1986                              | Ámsterdam                         | Fase única                        | 10º                               | 3                                 | 8                                 | -                                 | -                                 |
| 1988                              | Roma                              | No clasificó                      | No clasificó                      | No clasificó                      | No clasificó                      | No clasificó                      | No clasificó                      |
| 1990                              | Edmonton                          | No clasificó                      | No clasificó                      | No clasificó                      | No clasificó                      | No clasificó                      | No clasificó                      |
| 1994                              | Managua                           | Fase única                        | 12º                               | 2                                 | 5                                 | -                                 | -                                 |
| 1998                              | Roma                              | No clasificó                      | No clasificó                      | No clasificó                      | No clasificó                      | No clasificó                      | No clasificó                      |
| 2001                              | Taipéi                            | No clasificó                      | No clasificó                      | No clasificó                      | No clasificó                      | No clasificó                      | No clasificó                      |
| 2003                              | La Habana                         | No clasificó                      | No clasificó                      | No clasificó                      | No clasificó                      | No clasificó                      | No clasificó                      |
| 2005                              | Róterdam                          | Primera ronda                     | 16º                               | 2                                 | 6                                 | -                                 | -                                 |
| 2007                              | Taipéi                            | No clasificó                      | No clasificó                      | No clasificó                      | No clasificó                      | No clasificó                      | No clasificó                      |
| 2009                              | Nettuno                           | No clasificó                      | No clasificó                      | No clasificó                      | No clasificó                      | No clasificó                      | No clasificó                      |
| 2011                              | Ciudad de Panamá                  | No clasificó                      | No clasificó                      | No clasificó                      | No clasificó                      | No clasificó                      | No clasificó                      |

### Sub-23
Colombia participó por primera vez en la II Copa Mundial de Béisbol Sub-23 en el 2018 realizado en Barranquilla y Montería obteniendo el cupo como anfitrión.
| Historial Copa Mundial de Béisbol Sub-23 | Historial Copa Mundial de Béisbol Sub-23 | Historial Copa Mundial de Béisbol Sub-23 | Historial Copa Mundial de Béisbol Sub-23 | Historial Copa Mundial de Béisbol Sub-23 | Historial Copa Mundial de Béisbol Sub-23 | Historial Copa Mundial de Béisbol Sub-23 | Historial Copa Mundial de Béisbol Sub-23 |
| Año                                      | Sedes                                    | Ronda                                    | Posición                                 | G                                        | P                                        | CA                                       | CP                                       |
| ---------------------------------------- | ---------------------------------------- | ---------------------------------------- | ---------------------------------------- | ---------------------------------------- | ---------------------------------------- | ---------------------------------------- | ---------------------------------------- |
| 2016                                     | Monterrey                                | No participó                             | -                                        | -                                        | -                                        | -                                        | -                                        |
| 2018                                     | Barranquilla y Montería                  | Primera Ronda                            | 7°                                       | 4                                        | 3                                        | 55                                       | 31                                       |
| 2020                                     | Hermosillo                               | Medalla de Bronce                        | 3°                                       | 7                                        | 2                                        | 52                                       | 16                                       |
| 2022                                     | Taipei                                   | Super Ronda                              | 5°                                       | 4                                        | 4                                        | 43                                       | 32                                       |

## Copa Intercontinental
Colombia participó en dos ediciones por invitación organizado por Federación Internacional de Béisbol (IBAF) a este torneo no había clasificatorio.
| Historial Copa Intercontinental de Béisbol (IBAF) | Historial Copa Intercontinental de Béisbol (IBAF) | Historial Copa Intercontinental de Béisbol (IBAF) | Historial Copa Intercontinental de Béisbol (IBAF) | Historial Copa Intercontinental de Béisbol (IBAF) | Historial Copa Intercontinental de Béisbol (IBAF) | Historial Copa Intercontinental de Béisbol (IBAF) | Historial Copa Intercontinental de Béisbol (IBAF) |
| Año                                               | Sedes                                             | Ronda                                             | Posición                                          | G                                                 | P                                                 | CA                                                | CP                                                |
| ------------------------------------------------- | ------------------------------------------------- | ------------------------------------------------- | ------------------------------------------------- | ------------------------------------------------- | ------------------------------------------------- | ------------------------------------------------- | ------------------------------------------------- |
| 1975                                              | Montreal y Moncton                                | Primera Ronda                                     | 8° lugar                                          | 0                                                 | 7                                                 | -                                                 | -                                                 |
| 1977                                              | Managua                                           | Segunda Ronda                                     | 5° lugar                                          | 5                                                 | 8                                                 | -                                                 | -                                                 |

## Juegos Panamericanos
Colombia participó en la edición inaugural de Béisbol en los Juegos Panamericanos en 1951 ocupando el 6.° lugar entre ocho países.
En 1971 obtuvo su única medalla en 6 ediciones que ha participado ganando el bronce, Canadá tenía registro de 4 victorias y 3 derrotas mientras Colombia llegaba con registro de 3 victorias y 4 derrotas sacando ventaja en el partido final al vencer 7-6 a su rival directo. Luis Escobar bateo de .552 para liderar los Juegos.
Colombia consigue una histórica medalla de oro en los Panamericanos - Santiago 2023 al vencer en la final a Brasil nueve carreras por una.
| Historial Juegos Panamericanos | Historial Juegos Panamericanos | Historial Juegos Panamericanos | Historial Juegos Panamericanos | Historial Juegos Panamericanos | Historial Juegos Panamericanos | Historial Juegos Panamericanos | Historial Juegos Panamericanos |
| Año                            | Sedes                          | Ronda                          | Posición                       | G                              | P                              | CA                             | CP                             |
| ------------------------------ | ------------------------------ | ------------------------------ | ------------------------------ | ------------------------------ | ------------------------------ | ------------------------------ | ------------------------------ |
| 1951                           | Buenos Aires                   | Fase única                     | 6°                             | 3                              | 4                              | -                              | -                              |
| 1955                           | México D.F.                    | No clasificó                   | No clasificó                   | No clasificó                   | No clasificó                   | No clasificó                   | No clasificó                   |
| 1959                           | Chicago                        | No clasificó                   | No clasificó                   | No clasificó                   | No clasificó                   | No clasificó                   | No clasificó                   |
| 1963                           | São Paulo                      | No clasificó                   | No clasificó                   | No clasificó                   | No clasificó                   | No clasificó                   | No clasificó                   |
| 1967                           | Winnipeg                       | No clasificó                   | No clasificó                   | No clasificó                   | No clasificó                   | No clasificó                   | No clasificó                   |
| 1971                           | Cali                           | Fase única                     | 3°                             | 4                              | 4                              | -                              | -                              |
| 1975                           | México D.F.                    | Fase única                     | 6°                             | 3                              | 5                              | -                              | -                              |
| 1979                           | San Juan                       | Fase única                     | 7°                             | 2                              | 6                              | -                              | -                              |
| 1983                           | Caracas                        | Primera ronda                  | 9°                             | 1                              | 3                              | -                              | -                              |
| 1987                           | Indianapolis                   | No clasificó                   | No clasificó                   | No clasificó                   | No clasificó                   | No clasificó                   | No clasificó                   |
| 1991                           | La Habana                      | No clasificó                   | No clasificó                   | No clasificó                   | No clasificó                   | No clasificó                   | No clasificó                   |
| 1995                           | Mar del Plata                  | No clasificó                   | No clasificó                   | No clasificó                   | No clasificó                   | No clasificó                   | No clasificó                   |
| 1999                           | Winnipeg                       | No clasificó                   | No clasificó                   | No clasificó                   | No clasificó                   | No clasificó                   | No clasificó                   |
| 2003                           | Santo Domingo                  | No clasificó                   | No clasificó                   | No clasificó                   | No clasificó                   | No clasificó                   | No clasificó                   |
| 2007                           | Río de Janeiro                 | No clasificó                   | No clasificó                   | No clasificó                   | No clasificó                   | No clasificó                   | No clasificó                   |
| 2011                           | Guadalajara                    | No clasificó                   | No clasificó                   | No clasificó                   | No clasificó                   | No clasificó                   | No clasificó                   |
| 2015                           | Toronto                        | Primera ronda                  | 7°                             | 0                              | 6                              | 21                             | 44                             |
| 2019                           | Lima                           | Juego por el bronce            | 4°                             | 3                              | 3                              | 25                             | 22                             |
| 2023                           | Santiago                       | Final                          | 1°                             | 4                              | 2                              | 37                             | 18                             |

## Juegos Bolivarianos
Colombia participó en la edición inaugural de Béisbol en los Juegos Bolivarianos en 1938 ocupando el 2.° lugar. 
Ha ganado tres medallas de oro la más reciente en 2017, con cinco de plata y dos de bronce logrando en cada una de las ediciones alguna medalla.

### Participaciones
| Historial Juegos Bolivarianos | Historial Juegos Bolivarianos | Historial Juegos Bolivarianos | Historial Juegos Bolivarianos | Historial Juegos Bolivarianos | Historial Juegos Bolivarianos | Historial Juegos Bolivarianos | Historial Juegos Bolivarianos |
| Año                           | Sedes                         | Ronda                         | Posición                      | G                             | P                             | CA                            | CP                            |
| ----------------------------- | ----------------------------- | ----------------------------- | ----------------------------- | ----------------------------- | ----------------------------- | ----------------------------- | ----------------------------- |
| 1938                          | Bogotá                        | Única                         | 2°                            | -                             | -                             | -                             | -                             |
| 1947                          | Lima                          |                               | 1°                            | -                             | -                             | -                             | -                             |
| 1951                          | Caracas                       |                               | 2°                            | -                             | -                             | -                             | -                             |
| 1961                          | Barranquilla                  |                               | 2°                            | -                             | -                             | -                             | -                             |
| 1965                          | Guayaquil                     |                               | 2°                            | -                             | -                             | -                             | -                             |
| 1970                          | Maracaibo                     |                               | 2°                            | -                             | -                             | -                             | -                             |
| 1973                          | Ciudad de Panamá              |                               | 1°                            | -                             | -                             | -                             | -                             |
| 1977                          | La Paz                        | No se disputó                 | No se disputó                 | No se disputó                 | No se disputó                 | No se disputó                 | No se disputó                 |
| 1981                          | Barquisimeto                  | No participó                  | No participó                  | No participó                  | No participó                  | No participó                  | No participó                  |
| 1985                          | Cuenca                        | No participó                  | No participó                  | No participó                  | No participó                  | No participó                  | No participó                  |
| 1989                          | Maracaibo                     |                               | 3°                            | -                             | -                             | -                             | -                             |
| 1993                          | Cochabamba                    | No se disputó                 | No se disputó                 | No se disputó                 | No se disputó                 | No se disputó                 | No se disputó                 |
| 1997                          | Arequipa                      | No se disputó                 | No se disputó                 | No se disputó                 | No se disputó                 | No se disputó                 | No se disputó                 |
| 2001                          | Ambato                        |                               | 3°                            | -                             | -                             | -                             | -                             |
| 2005                          | Eje cafetero                  | No se disputó                 | No se disputó                 | No se disputó                 | No se disputó                 | No se disputó                 | No se disputó                 |
| 2009                          | Sucre                         | No participó                  | No participó                  | No participó                  | No participó                  | No participó                  | No participó                  |
| 2013                          | Trujillo                      | No participó                  | No participó                  | No participó                  | No participó                  | No participó                  | No participó                  |
| 2017                          | Santa Marta                   | Final                         | 1°                            | 5                             | 0                             | 25                            | 6                             |
| 2022                          | Valledupar                    | Única                         | 2°                            | 3                             | 3                             | 33                            | 24                            |

## Palmarés

### Selección absoluta
- Copa Mundial de Béisbol (6):
  -  Medalla de oro: (2) 1947 y 1965.
  -  Medalla de plata: (2) 1945 y 1971.
  -  Medalla de bronce: (2) 1948 y 1974.

- Juegos Panamericanos:
  -  Medalla de oro: 2023.
  -  Medalla de bronce: 1971.

- Juegos Centroamericanos y del Caribe (2):
  -  Medalla de oro: 1946.
  -  Medalla de bronce: 2018.

- Juegos Bolivarianos (10):
  -  Medalla de oro: (3) 1947, 1973, 2017
  -  Medalla de plata: (6) 1938, 1951, 1961, 1965, 1970, 2022
  -  Medalla de bronce: (2) 1989, 2001.

- Juegos Sudamericanos:
  -  Medalla de plata: 2010.

- Campeonato Panamericano de Béisbol Sénior:
  -  Medalla de plata: 2004

- Campeonato Sudamericano de Béisbol (2):
  -  Campeón: 2015.
  -  Tercer lugar: 2016.

- Clasificatorio Juegos Panamericanos:
  - Subcampeón: 2019[28]

### Selección sub-23
- Copa Mundial de Béisbol Sub-23:
  -  Medalla de Bronce: 2020.

- Campeonato Panamericano de Béisbol Sub-23:
  -  Medalla de oro: 2023
- Juegos Panamericanos Junior:
  -  Medalla de oro: 2021

### Selección Sub-18
- Copa Mundial de Béisbol Sub-18:
  - Cuarto lugar: 2012.
  - Décimo lugar: 2013.

### Selección Sub-15
- Copa Mundial de Béisbol Sub-15:
  - Sexto lugar: 2016.

- Campeonato Panamericano de Béisbol Sub-15:
  -  Medalla de plata: 2015
  - Cuarto lugar: 2013
  - Sexto lugar: 2017

### Selección Sub-14
- Campeonato Panamericano de Béisbol Sub-14 (1):
  -  Medalla de bronce (1): 1996

### Selección Sub-12
- Campeonato Panamericano de Béisbol Sub-12 (7):
  -  Medalla de oro (2): 2005, 2019
  -  Medalla de plata (3): 1996, 2010, 2012
  -  Medalla de bronce (2): 2004, 2009

### Selección Sub-10
- Campeonato Panamericano de Béisbol Sub-10 (5):
  -  Medalla de oro (2): 2003, 2010
  -  Medalla de plata (1): 2012
  -  Medalla de bronce (2): 2000, 2009

- Campeonato Sudamericano Infantil de Béisbol:
  -  Campeón: 2014[29]
  -  Tercer lugar: 1990

### Otros logros
- Serie Internacional de Béisbol Aficionado: 1993.[30]
- Torneo Sudamericano Pre-Mundial: 1994.[19]
- Torneo Pre-Clásico Mundial: 2016.[31]
- Serie Internacional de Béisbol Cuba vs Colombia: 2018[32]

## Ranking WBSC
El Ranking Mundial WBSC cuenta los puntos de todos los torneos autorizados en todos los grupos de edad durante un período de cuatro años.
El ranking de la WBSC empieza a contabilizar los puntos a partir del año 2012. 
Actualizada a noviembre 2023
| Año                    | marzo      | junio     | agosto     | septiembre | octubre    | noviembre  | diciembre   |
| ---------------------- | ---------- | --------- | ---------- | ---------- | ---------- | ---------- | ----------- |
| 2012                   | -          | -         | -          | -          | -          | -          | 19º (86.25) |
| 2013                   | -          | -         | -          | -          | -          | -          | -           |
| 2014                   | -          | -         | -          | -          | -          | -          | 19° (69)    |
| 2015                   | -          | -         | -          | -          | -          | -          | -           |
| 2016                   | -          | -         | -          | -          | -          | -          | 19º (603)   |
| 2017                   | -          | -         | -          | -          | -          | -          | -           |
| 2018                   | -          | -         | -          | 17° (1007) | -          | -          | 14° (1340)  |
| 2019                   | -          | -         | -          | -          | -          | -          | 14º (1546)  |
| 2020                   | 14º (1637) | -         | -          | -          | -          | -          | -           |
| 2021                   | -          | 15° (916) | 15° (916)  | -          | -          | -          | 11º (1446)  |
| 2022                   | -          | -         | -          | -          | -          | -          | 11º (1669)  |
| 2023                   | 15° (1826) | -         | 16º (1593) | -          | 15º (1555) | 13° (1985) | -           |
| Posición promedio: 15° |            |           |            |            |            |            |             |

- La última sumatoria de puntos abarca los torneos, avalados por la WBSC, en los que se haya competido en el periodo 2019-2023

- Mejor progreso : +4 (2018-2019).
- Peor progreso: -4 (2022-2023).

## Patrocinados
- Manzana Postobón
- Miller Lite
- Olímpica

- Adidas
- OTOCAPS